# Five Foot Two, Eyes of Blue
Five Foot Two, Eyes of Blue (Has Anybody Seen My Gal?) ist ein Song, der von Ray Henderson (Musik) und Sam M. Lewis und Joe Young (Text) geschrieben und 1925 veröffentlicht wurde. Er wird häufig auch nur Has Anybody Seen My Girl? genannt.

## Songstruktur
Der vom erfolgreichen Songwriter-Team Ray Henderson, Sam M. Lewis und Joe Young in C-Dur geschriebene Song hat die Form  AABA. Er glorifiziert den Flapper-Look der 1920er-Jahre, mit Phrasen wie turned-up nose und turned-down hose.

## Wahrnehmung
Zu den Musikern, die den Song 1925 erstmals einspielten, zählen die California Ramblers; Art Mooney hatte mit seiner Version des Songs 1948 einen Hit, was ihn im Jazz populär werden ließ. In späteren Jahren wurde er auch von Charlie Spivak, Shane Fenton and The Fentones, Arthur Fields, Tiny Hill, Lu Watters, Turk Murphy, Graeme Bell, Guy Lombardo, Mitch Miller, Dean Martin, Freddy Cannon, Mickey Gilley, Milla Jovovich u. a. gecovert. Der Diskograf Tom Lord listet im Bereich des Jazz insgesamt 97 (Stand 2015) Coverversionen,. Doris Day tanzte zu dem Song in Tyrannische Liebe (1955); Nick Lucas sang ihn 1974 in dem Film Der große Gatsby.
Das Stück hat insbesondere in der Ukuleleszene nach 2000 eine herausragende Bedeutung, da die Bearbeitung von Roy Smeck zahlreiche Nachahmer seines Ukulelespiels auf besondere Weise anspricht. Auf Ukulelefestivals ist es häufig zu hören.